# Fort Motylinski
Le fort Motylinski est situé à Taghaouhaout, à cinquante kilomètres environ, en ligne directe, à l'est de Tamanrasset.

## Historique
Le fort Motylinski a été construit en 1908-1909 à la demande du général  Laperrine ; c'est le premier fort français du Hoggar.
En 1916, il est le seul, avec fort Flatters situé plus au Nord, a conserver une petite garnison de méharistes, fort Charlet (Djanet) et fort Gardel (Zaouatallaz) ayant été évacués devant la poussée des forces senoussis venues du Fezzan libyen. Devant le danger de plus en plus menaçant, le commandant du fort propose au  père de Foucauld de quitter son ermitage pour Fort-Motylinski où il serait plus en sûreté. Il vient au poste mais ne veut pas y demeurer, retournant alors à Tamanrasset où il est assassiné le 1er décembre. 
Le fort porte le nom d'Adolphe de Calassanti Motylinski, un orientaliste, ami de saint Charles de Foucauld.